# Băltăreți, Galați
Băltăreți este un sat în comuna Cosmești din județul Galați, Moldova, România.
 Acest articol despre o localitate din județul Galați este deocamdată un ciot. Puteți ajuta Wikipedia prin completarea lui.